# 大塚雅彦
大塚 雅彦（おおつか まさひこ、1964年4月14日 - ）は、日本のアニメ演出家・監督、実業家。福岡県出身。株式会社トリガー代表取締役社長。

## 経歴
中学1年のときに第1作が公開された『スター・ウォーズ』がきっかけで実写映画の仕事を志す。西南学院高等学校在学中は映画研究会で映画を撮ることにのめり込む。映像関係の仕事に直結しそうな専門学校に進むつもりだったが、「大学だけは出てほしい」という両親の説得で、大阪芸術大学芸術学部映像計画学科への進学を決める。
大学卒業後、実写映画で助監督をしていた時、「宮崎駿に会ってみたい」「アニメも1本くらいなら」という軽い気持ちで面接を受けたスタジオジブリに入社。『平成狸合戦ぽんぽこ』『耳をすませば』の2作に監督助手として参加し、高畑勲や近藤喜文の下で働く。本来はエンターテインメント性の高い宮崎駿作品が好みだったが、スタジオジブリという作画アニメの頂点のようなスタジオで絵を描かない高畑勲が演出するのを目の当たりにして「こういうやり方なら自分もアニメをやれるかもしれない」と思うようになる。
1995年、テレビアニメ『新世紀エヴァンゲリオン』に演出助手として参加したのち、ガイナックスに所属。同社作品の演出を手掛けるかたわら、実写映画のキャリアを生かして助監督として参加した『ラブ&ポップ』など、庵野秀明作品に多く携わる。また、庵野の推薦により『ぷちぷり*ユーシィ』で初の監督を務める。その後、庵野が『ヱヴァンゲリヲン新劇場版』制作のためにガイナックスを去ってしまい、大塚を含む残留組で『天元突破グレンラガン』を制作することになった。
2011年8月、ガイナックスを退社して元同僚の今石洋之と舛本和也と共にアニメ制作会社トリガーを設立。ウルトラスーパーピクチャーズの子会社となり、ウルトラスーパーピクチャーズ取締役に就任。
2019年1月21日、ウルトラスーパーピクチャーズ取締役を退任。
2021年、『スター・ウォーズ: ビジョンズ』の「The Elder」の監督を最後に、後進の育成やTRIGGERの経営に注力していくことを表明。

## 参加作品

### テレビアニメ
1995年
- 新世紀エヴァンゲリオン（1995年 - 1996年、演出・演出助手）

1998年
- 彼氏彼女の事情（1998年 - 1999年、絵コンテ・演出）

1999年
- メダロット（演出）
- 今、そこにいる僕（1999年 - 2000年、演出）

2001年
- まほろまてぃっく（OPアニメーション演出）
- フルーツバスケット（コンテ・演出）
- パラッパラッパー（絵コンテ）

2002年
- アベノ橋魔法☆商店街（演出）
- ぷちぷり*ユーシィ（2002年 - 2003年、監督）

2004年
- この醜くも美しい世界（演出）

2005年
- これが私の御主人様（絵コンテ・演出）

2007年
- 天元突破グレンラガン（副監督・脚本・絵コンテ・演出・演出補（最終話））
- 電脳コイル（絵コンテ）

2008年
- 薬師寺涼子の怪奇事件簿（絵コンテ・演出）

2010年
- パンティ&ストッキングwithガーターベルト（副監督・シナリオ・コンテ・演出）

2011年
- C（絵コンテ）

2013年
- キルラキル（アニメーションプロデューサー・OPED演出）

2014年
- 異能バトルは日常系のなかで（総監督・シリーズ構成・脚本）

2016年
- キズナイーバー（チーフプロデューサー）

2017年
- リトルウィッチアカデミア（エグゼクティブプロデューサー・脚本）

2018年
- ダーリン・イン・ザ・フランキス（制作統括・脚本）
- SSSS.GRIDMAN（企画）

2020年
- BNA ビー・エヌ・エー（音響監督・絵コンテ）

2024年
- ダンジョン飯（ゼネラルプロデューサー）

### 劇場アニメ
1994年
- 平成狸合戦ぽんぽこ（監督助手）

1995年
- 耳をすませば（監督助手）

1997年
- 新世紀エヴァンゲリオン劇場版 シト新生（演出助手）
- 新世紀エヴァンゲリオン劇場版 Air/まごころを、君に（演出助手）

2013年
- リトル ウィッチ アカデミア（脚本）

### OVA
- 電脳戦隊ヴギィ'ズ★エンジェル（1997年、演出）
- フリクリ（2000年 - 2001年、演出）
- まかせてイルか!（2004年、演出）
- トップをねらえ2!（2004年 - 2006年、演出）

### Webアニメ
- KY系JCクウキちゃん（2013年、プロデューサー）
- The Elder（『スター・ウォーズ: ビジョンズ』）（2021年、監督）
- サイバーパンク サイバーパンク：エッジランナーズ（2022年、シリーズ構成・脚本）

### 実写映画
- ラブ&ポップ（1998年、監督助手）